# 남이 장군 (영화)
"남이 장군"은 1964년 공개된 대한민국의 영화이다.

## 배역
- 신영균  남이장군 역
- 김지미  권소저 역
- 이예춘  유자광 역
- 허장강   비틀이 역
- 강미애   향남 역
- 최남현
- 황정순
- 김동원
- 정철
- 김칠성
- 이용
- 최성호
- 최운
- 장혁
- 정인
- 이성일
- 김세나
- 장인한
- 최승이
- 백송
- 황해남
- 임해림
- 박순봉